# Championnat de Malte de football 1987-1988
Navigation
Saison précédente Saison suivante
La saison 1987-1988 de Premier League Maltaise était la soixante-treizième édition de la première division maltaise.
Lors de cette saison, le Hamrun Spartans a conservé son titre de champion face aux sept meilleurs clubs maltais lors d'une série de matchs se déroulant sur toute l'année.
Les huit clubs participants au championnat ont été confrontés à deux reprises aux sept autres.
Le Hamrun Spartans a été sacré champion de Malte pour la sixième fois.
Deux places étaient qualificatives pour les compétitions européennes, la troisième place étant celle du vainqueur du Trophée Rothman 1987-1988.

## Qualifications en coupe d'Europe
À l'issue de la saison, le champion a participé au premier tour de la Coupe des clubs champions 1988-1989.
Le finaliste du Trophée Rothman, le vainqueur étant le Hamrun Spartans, a pris la place pour la Coupe des coupes 1988-1989.
Le deuxième du championnat a pris la place en Coupe UEFA 1988-1989.

## Les huit clubs participants
| Club                | Stade             | Capacité | Ville      |
| ------------------- | ----------------- | -------- | ---------- |
| Birkirkara-Luxol    | Infetti Ground    | 2 000    | Birkirkara |
| Floriana FC         | -                 | -        | Floriana   |
| Hamrun Spartans     | Victor Tedesco    | 6 000    | Hamrun     |
| Paola Hibernians FC | Hibernians Ground | 8 000    | Paola      |
| Mosta FC            | -                 | -        | Mosta      |
| Sliema Wanderers FC | Guze Fava Ground  | 4 000    | Sliema     |
| La Vallette FC      | -                 | -        | La Valette |
| Zurrieq FC          | -                 | -        | Zurrieq    |

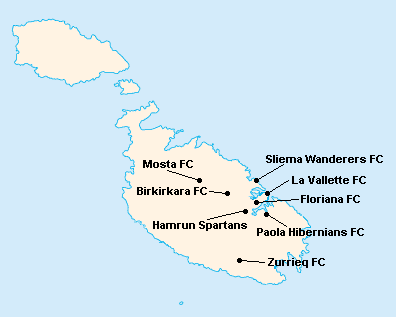
Localisation des clubs engagés dans le championnat.

L'île de Malte étant relativement petite, les clubs évoluent tous au stade National Ta'Qali (17 400 places). Certain cependant ont leur propre enceinte qu'ils peuvent éventuellement utiliser.

## Compétition

### Classement
| Rang | Équipe                  | Pts | J  | G | N | P | Bp | Bc | Diff |
| ---- | ----------------------- | --- | -- | - | - | - | -- | -- | ---- |
| 1    | Hamrun Spartans (T) (C) | 22  | 14 | 9 | 4 | 1 | 21 | 5  | +16  |
| 2    | Sliema Wanderers FC     | 19  | 14 | 8 | 3 | 3 | 19 | 7  | +12  |
| 3    | Zurrieq FC              | 18  | 14 | 6 | 6 | 2 | 17 | 10 | +7   |
| 4    | La Vallette FC          | 13  | 14 | 4 | 5 | 5 | 9  | 16 | -7   |
| 5    | Paola Hibernians FC     | 11  | 14 | 4 | 3 | 7 | 11 | 15 | -4   |
| 6    | Floriana FC             | 10  | 14 | 2 | 6 | 6 | 8  | 13 | -5   |
| 7    | Birkirkara FC (P)       | 10  | 14 | 2 | 6 | 6 | 8  | 17 | -9   |
| 8    | Mosta FC (P)            | 9   | 14 | 4 | 1 | 9 | 13 | 23 | -10  |

| Légende : Qualifications et relégations | Légende : Qualifications et relégations                                                     |
| --------------------------------------- | ------------------------------------------------------------------------------------------- |
|                                         | Coupe des clubs champions 1988-1989 (1er Tour)                                              |
|                                         | Coupe des coupes 1988-1989 (1er Tour)                                                       |
|                                         | Coupe UEFA 1988-1989 (1er Tour)                                                             |
|                                         | Relégation en First Division Maltaise                                                       |
|                                         | (T) : Tenant du titre 1986-1987 (P) : Promu en 1986-1987 (C) : Vainqueur du Trophée Rothman |

## Bilan de la saison
| Tableau d'Honneur       |                 |
| Compétition             | Vainqueur       |
| Premier League Maltaise | Hamrun Spartans |
| Trophée Rothman         | Hamrun Spartans |
| Supercoupe de Malte     | Hamrun Spartans |

| Qualifications européennes 1988-1989 |                     |
| Coupe des clubs champions            | Qualifiés           |
| 1er tour                             | Hamrun Spartans     |
| Coupe des coupes                     | Qualifiés           |
| 1er tour                             | Floriana FC         |
| Coupe UEFA                           | Qualifiés           |
| 1er tour                             | Sliema Wanderers FC |

| Promotions et relégations           |                            |
| Relégués en First Division Maltaise | Mosta FC                   |
| Promus de First Division Maltaise   | Naxxar Lions FC Rabat Ajax |